# Římskokatolická farnost Nedvědice u Soběslavi
Římskokatolická farnost Nedvědice u Soběslavi je zaniklým územním společenstvím římských katolíků v rámci táborského vikariátu českobudějovické diecéze. Jako právnická osoba farnost zanikla dne 21. prosince 2019.

## O farnosti

### Historie
V roce 1336 byla ve vsi, která se původně jmenovala Medvědice, založena plebánie. Ta později zanikla, a obec byla afilována k Soběslavi. Roku 1786 byla v místě opět zřízena lokální duchovní správa, povýšená v roce 1855 na samostatnou farnost. Ve 20. století přestala být farnost obsazována knězem a byla až do svého zrušení 31. prosince 2019 spravovaná excurrendo, jejími posledními správci byli:
- 2007–2012 P. Mgr. Ivo Valášek
- 2012–2019R.D. Mgr. Jan Hamberger

### Současnost
Farnost Nedvědice je součástí kollatury farnosti Soběslav, odkud je vykonávána její duchovní správa. Právním nástupce farnosti Nedvědice je farnost Soběslav.
| Kostel                  | Místo                 | Bohoslužba  | Bohoslužba |
| ----------------------- | --------------------- | ----------- | ---------- |
| Kostel svatého Mikuláše | Nedvědice u Soběslavi | sudá neděle | 08.00      |